# پنج کیلومتر تا بهشت
پنج کیلومتر تا بهشت سریالی است که در ماه رمضان سال ۱۳۹۰ از شبکه سوم سیما پخش شد.

## بازیگران
- داریوش فرهنگ در نقش همایون فرزین
- مهدی سلوکی در نقش امیرحسین نخعی
- شبنم قلی‌خانی در نقش آیدا
- پریناز ایزدیار در نقش مینا
- پردیس افکاری
- شهنام شهابی در نقش جمشید
- شهرام قائدی
- نفیسه روشن
- سولماز غنی
- مهران رنجبر
- ایمان باقری
- حسین سلیمانی
- رضا آحادی
- طوفان مهردادیان
- سپیده ذاکری
- حسن نجفی
- لیداکریمی
- الناز حبیبی
- داریوش سلیمی
- عبدالرضا اکبری
- اکبر معززی
- رضا توکلی

## داستان
امیرحسین، مدیر یک شرکت پخش دارویی است که متعلق به همایون فرزین است. امیرحسین از کودکی در خانه همایون فرزین بزرگ شده است و عاشق آیدا دختر فرزین است. پسر فرزین که از امیرحسین کینه به دل دارد و رابطه‌اش با پدرش خوب نیست و به کمک دوستانش از شرکت پدرش دزدی می‌کند که در حین آن امیرحسین سر می‌رسد و با ضربه دزدان به کما می‌رود و سعی می‌کنند جسد او را در مکانی دور از بین ببرند. شواهد و مدارک دزدی علیه امیرحسین گواهی می‌دهد. اما روح او که اکنون از جسمش جدا شده با حضور در رویاهای آیدا، دختر فرزین و معشوقه خودش سعی می‌کند آنان را مطلع سازد که در گندمزاری در ۵ کیلومتری بهشت زهرا در حال مرگ است، نهایتاً امیرحسین با کمک روح دختری به نام مینا که در حال زندگی نباتی است، آیدا را از محل جسدش باخبر می‌سازد و با انتقال به بیمارستان نجات می‌یابد. در این میان همایون فرزین پدر آیدا نیز بر اثر سکته قلبی می‌میرد و روحش آیدا و همسرش را به امیرحسین می‌سپارد. امیرحسین هم پس از آن که بهبود می‌یابد نزد والدین مینا رفته و با دادن نشانی‌هایی از او آنان را قانع می‌کند که اعضای بدن دخترشان را که خودکشی کرده است، اهدا کنند. مینا نیز که شاد است به خواب امیرحسین آمده و از او تشکر می‌کند.

## شکایت از سریال
پس از پخش این سریال، کودکی تصمیم گرفت تبدیل به یک روح شود و به مکان‌های مورد علاقه‌اش سر بزند. این کودک به میله بارفیکس خانگی یک روسری را قلاب کرد و سرش را داخل آن قرار داد و ناگهان حلق آویز شد. چند ثانیه بعد هم روی زمین افتاد و از هوش رفت و در نهایت دچار مرگ مغزی شد. اعضای این کودک اهداء شدند و پدر کودک از این سریال شکایت کرد که در حال بررسی این موضوع هستند. در حال حاضر مدیر شبکه سه سیمای جمهوری اسلامی، کارگردان و تهیه‌کننده این سریال از متهمان پرونده هستند که پرونده آنان به اتهام «تسبیب در قتل شبه عمد به نحو مشارکت» تحت بررسی است. بازپرس پرونده گفته بود علت اصلی پیگیری قانونی این بوده که در تیتراژ سریال از هشدار «تماشا برای افراد زیر ۱۵ سال توصیه نمی‌شود» استفاده نشده است.